# أنقولية آمورية
أنقولية آمورية (الاسم العلمي: Aquilegia amurensis) هي نوع من النباتات تتبع جنس الأنقولية من الفصيلة الحوذانية.